# Isole Oktjabrjata
Le isole Oktjabrjata (in russo Острова Октябрята ostrova Oktjabrjata) sono un gruppo di 7 isole russe nell'Oceano Artico che fanno parte dell'arcipelago della Terra di Francesco Giuseppe.
Le isole hanno preso il nome dal termine sovietico usato per definire i bambini nati nel 1917, l'anno della rivoluzione d'ottobre. Più tardi, Oktjabrjata (piccoli ottobrini) era il nome di un'organizzazione giovanile per i bambini tra i 7 e i 9 anni di età. Le due isole maggiori del gruppo si chiamano Kupolok e Malyj (in russo: Куполок e Малый, in italiano "cupola" e "piccola").

## Geografia
Le isole Oktjabrjata si trovano nella parte nord della Terra di Francesco Giuseppe, a nord-est dell'isola di Hohenlohe e a sud dell'isola di Rudolf. Le più vicine all'isola di Hohenlohe, a sud-est di capo Schrötter, distano solo 100 m, mentre le più distanti sono a 5,5 km.
Il gruppo delle Oktjabrjata è costituito da 4 isole principali, lunghe da 1,5 km a 800 m, e da 3 isole molto piccole che misurano meno di 100 metri. L'isola maggiore è alta 29 m. Sono tutte in parte coperte dal ghiaccio.